# مايك ويلسون (كاتب أمريكي)
مايك ويلسون (بالإنجليزية: Mike Wilson)‏ هو كاتب ومخرج أمريكي، ولد في 18 فبراير 1976 في موبرلي في الولايات المتحدة.

## وصلات خارجية
- مايكل ويلسون على موقع IMDb (الإنجليزية)
- مايكل ويلسون على موقع أول موفي (الإنجليزية)
- مايكل ويلسون على موقع إن إن دي بي (الإنجليزية)
- مايكل ويلسون على موقع كينوبويسك (الروسية)